# Рондо (группа)
«Рондо» — советская и российская рок-группа, образованная в Москве в 1984 году.

## История
Группа «Рондо» была образована в 1984 году джазовым саксофонистом, композитором и аранжировщиком Михаилом Литвиным, и достаточно быстро выпустила первый удачный магнитоальбом «Турнепс». Группа играла в стиле Новой волны, инструментальные джаз-роковые композиции. Сменилось несколько вокалистов и клавишников, пока в группе не утвердились Александр Иванов и Евгений Рубанов.
В 1987 году Михаил Литвин увольняет старый состав и набирает новых музыкантов. Некоторое время в Москве существует два «Рондо». В 1988 году Литвин эмигрирует в США, но его музыканты продолжают выступать под прежним названием. В 1989 году по решению суда оно остаётся за группой Александра Иванова. В ноябре 1989 года группа отправилась в Японию на фестиваль «Armenia Aid», вся выручка от которого пошла на помощь пострадавшим от землетрясения в Армении. Результатом гастролей стал альбом «„Рондо“ в Японии» (1990). В 1989—1990 годах «Рондо» активно гастролирует. Покорив американских и японских слушателей, группа отправляется на гастроли в Болгарию, Польшу, Литву. В 1993 году начинается работа над альбомом «Добро пожаловать в рай». В 1995 году выходит сборник «Лучшие баллады» от «Рондо». В 1996 году музыканты отмечают 10-летний юбилей группы концертом в Московском дворце молодёжи с участием старых друзей из «Парка Горького». В 1997 году Александр Иванов начинает сольную карьеру. Какое-то время он совмещает сольную карьеру с работой в группе. В 1998 году в ГКЦЗ «Россия» проходит презентация диска «Прошлое-Живое», записанного во время юбилейных концертов группы вместе с друзьями из «Парка Горького».
27 марта 2003 года выходит альбом «Кода». В том же году Иванов официально объявляет о распаде группы и уходит в сольную карьеру, но через два года восстанавливает группу в качестве своего личного музыкального коллектива. На афишах с этого момента стало указываться «Александр Иванов и группа „Рондо“».
В 2022 году группа приняла участие в патриотическом марафоне «Zа Россию» в поддержку нападения на Украину. 1 июня 2022 года Латвия запретила въезд в страну участникам группы за «поддержку и оправдание агрессии России на Украине».

## Музыканты

### Текущий состав
- Александр Иванов — вокал, акустическая гитара (1986—2003, с 2005)
- Дмитрий Рогозин — бас-гитара, бэк-вокал (1991—2002, с 2005)
- Игорь Жирнов — гитара, бэк-вокал(1993—2002, с 2006)
- Сергей Володченко — гитара, акустическая гитара (1995—2002, с 2004)
- Анатолий Шендеров — ударные (2005—2010; c 2020)
- Герман Ивашкевич — клавишные (с 2019)

### Бывшие участники
- Михаил Литвин — саксофон, флейта, автор музыки, аранжировщик (1984—1988)
- Александр Косорунин — ударные (1985—1986)
- Николай Расторгуев — бас-гитара, вокал (1985—1986)
- Алексей Татаренков — вокал (1984—1986)
- Виктор Сыромятников — вокал (1984—1985)
- Наталья Ветлицкая — бэк-вокал (1986)
- Светлана Колесникова — бэк-вокал (1986)
- Александр Давыдов — клавишные, вокал (1986)
- Юрий Писакин — бас-гитара (1984—1991)
- Алексей Хохлов — гитара (1986—1991)
- Евгений Рубанов — клавишные (1986—1989)
- Сергей Воробьёв — вокал (1987—1988)
- Евгений Авдеев — клавишные (1987—1988)
- Геннадий Кривоносов — бас-гитара (1987—1988)
- Олег Молчанов — гитара (1987—1988)
- Игорь Андреев — гитара (1988—1989)
- Геннадий Мартов — гитара (1991—1995)
- Олег Аваков — гитара (1991—1993)[4]
- Игорь Сабетов — клавишные (1989—1991)
- Вадим Хавезон — гитара, бэк-вокал (1984—1986)
- Сергей Шевляков — ударные (1984—1986)
- Николай Сафонов — ударные (1986—2002)
- Светослав Куликов — клавишные (1996—2002; 2005—2010)
- Вячеслав Кушнеров — ударные (2010—2020)
- Игорь Кружалин - саксофон (1989)

## Дискография
Студийные альбомы
- 1984 — Турнепс (магнитоальбом)
- 1985 — Парк культуры (магнитоальбом)
- 1986 — Рондо
- 1988 — Блюститель порядка
- 1990 — Рондо в Японии
- 1991 — Убей меня своей любовью
- 1991 — Я буду помнить (вместе с Владимиром Пресняковым-младшим)
- 1994 — Добро пожаловать в рай
- 1995 — Лучшие баллады Рондо
- 2003 — Coda

Концертные альбомы
- 1996 — Рондо live
- 1998 — Прошлое…живое

Другие известные записи и работы
- Телемост «Москва — New York» (Москва, 1986)
- Фестиваль в поддержку Нельсона Манделы (Alande Islands, 1988)
- Тусовка посвящённая приезду в г. Москву Рональда Рейгана — американца и президента (1988)
- Турне «Camau», проект «Dixi Belcher», USA — 20 городов (1989)
- Фестиваль «Armenia Aid» (Japan, 1990)
- Концерт «Рондо + вместе с Владимиром Пресняковым-младшим + Александр Монин (Круиз)» (г. Москва, 1991)
- Рождественские встречи Аллы Пугачёвой (Москва, 1991—1994)
- Концертный тур «Harley Davidson» (СНГ, 1992)
- Концертный тур по Юго-Восточной Азии (Сингапур, Таиланд, Вьетнам, Малайзия, 1994)
- Экологический фестиваль Стаса Намина (Москва, 1995)
- Группа «Рондо» в Парке Горького (Москва, 1995)
- Концерт на Красной площади — «PEPSI представляет» (Москва, 1996)
- Концерт на Красной площади в поддержку первого президента России (Москва, 1996)
- Концертный тур в поддержку Бориса Ельцина — президента России (Россия, 1996)
- Юбилей «Рондо» в Московском дворце молодёжи, при участии группы «Парк Горького» (1996)
- Презентация альбома группы «Рондо» — «Прошлое — живое…», при участии Владимира Преснякова (младшего) и группы «Парк Горького» (1998)
- Концертный тур группы «Рондо» с фирмой «Philips» по России (1998)
- Музыкальный фестиваль «Новая Ривьера» (Россия, Сочи 1998)
- Участие в церемонии закрытия Всемирных юношеских игр (Москва, 1998)

### Видеография
- 1985 — Алло (Отбой)
- 1986 — Ванька-встанька
- 1987 — Мечтатель
- 1989 — Тоже является частью Вселенной
- 1991 — Я буду помнить
- 1991 — Убей меня своей любовью
- 1995 — Я возвращаюсь к тебе
- 1995 — Ну и пусть
- 1999 — Всё на свете — любовь
- 2001 — Сумасшедшая девочка (на MTV исполнителем песни объявлялся Александр Иванов)
- 2019 — Забытая

Видео-концерты
- 1992 — Из России с любовью
- 1997 — The Best